# الایژا دیکسون-بونر
الایژا دیکسون-بونر (انگلیسی: Elijah Dixon-Bonner؛ زادهٔ ۱ ژانویهٔ ۲۰۰۱) بازیکن فوتبال اهل بریتانیا است.
از باشگاه‌هایی که در آن بازی کرده‌است می‌توان به باشگاه فوتبال آرسنال اشاره کرد.
وی همچنین در تیم‌های ملی فوتبال England national under-16 football team و زیر ۱۷ سال انگلستان بازی کرده‌است.